# Mateusz Klich
Mateusz Andrzej Klich (phát âm tiếng Ba Lan: [maˈtɛ.uʂ ˈklix]; sinh ngày 13 tháng 6 năm 1990) là một cầu thủ bóng đá chuyên nghiệp người Ba Lan hiện đang thi đấu tại Premier League cho câu lạc bộ Leeds United và Đội tuyển quốc gia Ba Lan ở vị trí tiền vệ.

## Sự nghiệp câu lạc bộ

### Cracovia
Sinh tại Tarnów, Klich ra mắt ở giải Ekstraklasa vào tháng 11/2008. Trong mùa giải 2009–10, anh dần được đá chính thường xuyên tại Cracovia.

### Wolfsburg
Vào 14/06/2011, anh ký hợp đồng với đội bóng của Bundesliga, VfL Wolfsburg, với thời hạn hợp đồng ba năm. Wolfsburg đã phải bỏ ra 1,5 triệu euro để có được chữ ký của Klich, biến anh trở thành cầu thủ giá trị nhất trong lịch sử Cracovia.

### PEC Zwolle
Klich sau đó được cho mượn tới PEC Zwolle trong nửa sau mùa giải 2012-13 trước khi chính thức chuyển đến đây với mức phí 200.000 euro, và Wolfsburg có điều khoản được ưu tiên mua lại trong hợp đồng. Trong quãng thời gian tại Zwolle, anh giành được chức vô địch Cúp KNVB mùa 2013–14 sau khi đánh bại Ajax 5–1 trong trận chung kết giúp cho đội bóng có được suất tham dự vòng loại Europa League.

### Quay trở lại Wolfsburg
Vào tháng 6/2014, Wolfsburg kích hoạt điều khoản mua lại Klich. Tuy nhiên, trong phần còn lại của nửa đầu mùa giải, anh đã không được thi đấu bất cứ phút nào tại Bundesliga, sau khi phải vật lộn để cạnh tranh suất đá chính cho vị trí tiền vệ trung tâm với Kevin De Bruyne, Josuha Guilavogui và Luiz Gustavo. Anh chỉ được sử dụng ở đội dự bị của Wolfsburg.

### 1. FC Kaiserslautern
Đầu tháng 1/2015, Klich gia nhập đội bóng của 2. Bundesliga, 1. FC Kaiserslautern với bản hợp đồng có thời hạn tới mùa hè năm 2018. Mức phí chuyển nhượng đã không được tiết lộ.

### FC Twente
Vào 26/08/2016, anh chuyển đến FC Twente, đội bóng đang thi đấu tại Eredivisie, với bản hợp đồng kéo dài 3 năm. Anh được khoác số áo 43 và có trận ra mắt Twente vào ngày 10/09/2016 trước SC Heerenveen. Anh có được bàn thắng đầu tiên cho câu lạc bộ vào ngày 02/10/2016, trong trận hòa 1–1 trước Heracles Almelo. Trong mùa giải đầu tiên tại đây, anh đã có được 6 bàn và 4 kiến tạo giúp cho FC Twente cán đích mùa giải Eredivisie ở vị trí thứ 7.

### Leeds United
Sau khi lời hỏi mua đầu tiên bị từ chối, vào 23/06/2017, Klich đã ký bản hợp đồng dài 3 năm với câu lạc bộ của Anh, Leeds United với mức phí chuyển nhượng không được tiết lộ. Vào 09/08, anh có trận ra mắt đội một trong chiến thắng 4–1 ở cúp liên đoàn trước Port Vale, và trận ra mắt Championship của anh cũng đến 10 ngày sau đó trong trận thắng 2–0 trước Sunderland. Tuy nhiên, anh vẫn không phải lựa chọn đầu tiên của huấn luyện viên mà vẫn phải xếp sau Kalvin Phillips, Eunan O'Kane và Ronaldo Vieira trong thứ tự lựa chọn. Lần đầu tiên và duy nhất anh được ra sân và đá chính tại Championship đến vào ngày 26/09/2017, trong trận thua Cardiff City khi mà Klich đã trượt ngã và mất bóng dẫn tới bàn thua. Klich sau đó tiết lộ rằng anh cảm thấy tình huống trượt chân xui xẻo này đã dẫn tới việc huấn luyện viên Thomas Christiansen không lựa chọn anh nữa. Kể từ sau tháng 10, anh được sử dụng rất ít.
Vào 22/01/2018, Klich gia nhập câu lạc bộ của Hà Lan, FC Utrecht, với bản hợp đồng cho mượn 6 tháng từ Leeds United cho tới hết mùa giải 2017–18.

#### Cho mượn đến FC Utrecht
Vào 22/01/2018, Klich được cho mượn tới FC Utrecht cho tới hết mùa giải. Vào 04/02/2018, Klich có trận ra mắt trong trận hòa 2–2 trước Excelsior. Anh nhanh chóng tìm được phong độ tại Utrecht và có được 1 kiến tạo trong chiến thắng 4–1 trước Roda JC vào 18/02.
Vào 29/04/2018, trong trận hòa 2-2 của Utrecht trước Heracles Almelo, Klich theo như thống kê của Opta đã tạo ra tới 11 cơ hội ghi bàn và có được 1 kiến tạo cùng với đó là danh hiệu cầu thủ xuất sắc nhất trận; số cơ hội được tạo ra bởi Klich cũng là con số cao nhất trong một trận đấu tại Eredivisie kể từ trận đấu của Christian Eriksen cho Ajax gặp Roda JC vào năm 2012.
Vào 06/05/2018, ngày cuối cùng của mùa giải, Klich ghi bàn thắng quyết định (Bàn thắng đầu tiên của anh cho Utrecht) giúp cho Utrecht thắng 1–0 trước VVV-Venlo. Klich gây ấn tượng mạnh trong quãng thời gian cho mượn tại Utrecht và giúp cho đội bóng này kết thúc ở vị trí thứ 5 và giành quyền thi đấu tranh suất Europa League của Eredivisie. Khi được hỏi về việc quay trở lại Leeds, Klich đã trả lời rằng: "Tôi tin chắc 99% rằng tôi vẫn chưa xong chuyện ở đó".

#### Mùa giải 2018–19
Sau khi trở lại Leeds cho phần giao hữu tiền mùa giải dưới thời huấn luyện viên mới Marcelo Bielsa, Klich được ra sân trở lại cho Leeds ở trận giao hữu hòa 1–1 York City vào 20/07/2018, trận đấu mà anh được thử nghiệm ở vị trí mới đó là trung vệ trước khi được quay lại đá tiền vệ đánh chặn trong hiệp hai. Anh có được bàn thắng đầu tiên cho Leeds tại trận mở màn mùa giải Championship 2018–19 trong chiến thắng 3–1 trên sân nhà Elland Road trước Stoke City vào 05/08/2018, trận đấu chính thức đầu tiên của anh cho câu lạc bộ sau gần 7 tháng. Ngay tuần tiếp theo anh ghi bàn thứ hai cho câu lạc bộ trong trận thắng 4–1 trước Derby County vào 11/08/2018 và sau khi ghi bàn vào lưới Norwich City vào 25/08, bàn thắng thứ 3 của anh chỉ trong 5 trận, Klich đã được triệu tập lên Đội tuyển quốc gia Ba Lan một lần nữa sau 4 năm.
Vào 28/04, Klich ghi một bàn thắng gây tranh cãi (bàn thứ 9 của anh trong mùa giải). Bàn thắng đến trong trận hòa 1-1 trước Aston Villa. Khi Jonathan Kodjia đang phải nằm sân do một chấn thương, Tyler Roberts đã chuyền bóng cho Klich người sau đó đã dẫn bóng lên cánh trái và nã bóng vào góc xa khung thành vượt qua tầm với của thủ môn Jed Steer. Bàn thắng này – bàn đầu tiên của trận đấu – đã gây nên tranh cãi lớn, với 3 cầu thủ của Villa là Conor Hourihane, Ahmed Elmohamady, Neil Taylor và Patrick Bamford của Leeds bị cuốn vào một cuộc đấu khẩu với Klich ở trung tâm, sau đó một số cầu thủ khác của 2 đội đã tham gia và cuối cùng bị giải tán bới trọng tài Stuart Attwell, nhân viên của sân Elland Road và các cầu thủ khác. Sau khi mọi chuyện kết thúc, trọng tài Attwell đã đuổi khỏi sân Anwar El Ghazi một người gần như không liên quan với một chiếc thẻ đỏ trực tiếp (quyết định sau đó đã được hủy bởi FA). Sau đó huấn luyện viên Marcelo Bielsa đã nói với cầu thủ rằng ông mong muốn có được sự công bằng và sau khi trao đổi với huấn luyện viên của Villa, Dean Smith. Bielsa đã đồng ý rằng Villa xứng đáng được gỡ hòa mà không bị truy cản. Khi trận đấu được tiếp tục, Albert Adomah đã dắt bóng vào lưới mà không bị ngăn cản bởi 10 cầu thủ của Leeds, với Pontus Jansson là người duy nhất cố gắng đuổi theo và gần phá được bóng.
Vào 28 tháng 4, anh chiến thắng danh hiệu bàn thắng của mùa giải của Leeds United vào lễ trao giải thường niên của câu lạc bộ cho bàn thắng của anh vào lưới Sheffield Wednesday. Vào 05/09/2019, Klich ghi bàn thứ 10 của mùa giải trong trận thua 3–2 trước Ipswich Town.
Trong mùa giải 2018–19, Klich đã thi đấu 50 trận cho Leeds trên mọi đấu trường, ghi được 10 bàn cùng với đó là 9 kiến tạo, trở thành cầu thủ duy nhất thi đấu trọn vẹn mùa giải cho Leeds. Tuy nhiên, Leeds đã không có được suất lên hạng trực tiếp khi kết thúc mùa giải ở vị trí thứ 3 sau trận thua trước một Wigan Athletic chỉ còn 10 cầu thủ trên sân. Tuy vậy, Leeds vẫn được tham gia play-off thăng hạng, với Klich thi đấu trận đầu bán kết play-off gặp Derby County. Mặc dù, Leeds thắng 1–0 tại sân  Pride Park ở lượt đầu nhưng họ đã không giữ được lợi thế khi quay về sân nhà Elland Road. Leeds thua 4-2 sau khi phải nhận thẻ đỏ của Gaetano Berardi, và phải để Derby tiến vào chung kết gặp Aston Villa.

#### Mùa giải 2019–20
Klich có được bàn thắng đầu tiên trong mùa giải 2019–20 vào 13/08 trong trận đấu tại Cúp EFL gặp Salford City giúp cho đội bóng giành chiến thắng 3–0. Bàn thứ hai của anh đến trong chiến thắng 2–0 của Leeds trước Barnsley vào 15/09/2019.
Vào 09/11/2019, Klich ký một bản hợp đồng mới kéo dài 4,5 năm với Leeds. Cho tới trận áp chót của mùa giải vào 19/07/2020, anh đã đá chính tất cả các trận tại Championship cho Leeds với tổng cộng 92 trận kể từ khi Marcelo Bielsa trở thành huấn luyện viên của Leeds vào năm 2018. Vào 30/11, Klich ghi cú đúp trong chiến thắng 4–0 trước Middlesbrough. Trận thắng này giúp Leeds leo lên vị trí nhất bảng và có được chuỗi 5 trận thắng.
Vào 19/12, Klich giành được danh hiệu Bàn thắng đẹp nhất tháng 11 của EFL Championship cho cú nã đại bác vào lưới Middlesbrough.
Sau khi các giải bóng đá chuyên nghiệp của Anh phải tạm hoãn vào tháng 3/2020 do tác động của dịch COVID-19, mùa giải được tiếp tục vào tháng 6, khi mà Klich thăng hạng cùng với Leeds lên Premier League và trở thành tân vương của EFL Championship.

#### Mùa giải 2020–21
Klich có trận ra mắt Premier League ngay trong trận đầu tiên của mùa giải gặp Liverpool vào 12/09/2020, ghi bàn thứ 3 trong trận thua kịch tính 4–3 trước cựu vương. Anh lại ghi bàn và có một kiến tạo trong trận thứ hai của Leeds, chiến thắng 4–3 trên sân nhà trước đội bóng cũng vừa thăng hạng Fulham. Anh tiếp tục phong độ ấn tượng với Leeds với một kiến tạo trong trận thắng 3–0 trước Aston Villa và chuyển hóa thành công một quả penalty trong chiến thắng 2–1 trước West Ham United.

## Sự nghiệp quốc tế
Klich có trận ra mắt Đội tuyển quốc gia Ba Lan vào 05/06/2011 trong trận giao hữu gặp Đội tuyển quốc gia Argentina. Ba Lan giành chiến thắng 2–1 trong trận đấu này.
Anh ghi bàn thắng đầu tiên cho ĐTQG trong trận gặp Đan Mạch vào 14/08/2013.
Vào 27/08/2018, Klich được gọi lên đội tuyển Ba Lan bởi huấn luyện viên Jerzy Brzęczek cho các trận đấu gặp Ý và Cộng hòa Ireland sau 4 năm vắng mặt khỏi ĐTQG Ba Lan. Điều này đã đến sau màn trình diễn ấn tượng của Klich cho Leeds với 3 bàn thắng và 1 kiến tạo trong 5 trận đấu của mùa giải 2018–19. Vào 7 tháng 9, Klich xuất phát cho Ba Lan trong trận hòa 1–1 trước Ý tại UEFA Nations League, với Klich có dấu ấn trong bàn thắng mở màn của Piotr Zieliński. Vào 11 tháng 9, anh được thay vào sân trong trận giao hữu gặp Cộng hòa Ireland và ghi bàn gỡ hòa ở phút 87, bàn thứ hai của anh cho ĐTQG tính tới thời điểm đó.

## Đời sống cá nhân
Bố của anh, Wojciech Klich, người cũng từng là cầu thủ bóng đá chuyên nghiệp, từng chơi 84 trận tại giải vô địch quốc gia Hà Lan, và hiện tại đang làm huấn luyện viên đội trẻ tại Cracovia. Mẹ của anh, Małgorzata, là một giáo viên thể chất người từng giành huy chương đồng tại Giải vô địch điền kinh của Ba Lan cho nội dung 800m.
Vào 06/11/2018, vợ của Klich sinh đứa con đầu lòng của họ, Laura.
Bài hát mà các fan của Leeds United dành cho Klich '40 Yards or 50 yards' là một bản viết lại từ ca khúc Rotterdam của The Beautiful South.

## Thống kê sự nghiệp

### Câu lạc bộ
Tính đến 13 tháng 10 năm 2022
| Câu lạc bộ              | Mùa giải            | Giải vô địch quốc gia | Giải vô địch quốc gia | Giải vô địch quốc gia | Cúp quốc gia | Cúp quốc gia | Cúp liên đoàn | Cúp liên đoàn | Khác | Khác | Tổng cộng | Tổng cộng |
| Câu lạc bộ              | Mùa giải            | Giải đấu              | Trận                  | Bàn                   | Trận         | Bàn          | Trận          | Bàn           | Trận | Bàn  | Trận      | Bàn       |
| ----------------------- | ------------------- | --------------------- | --------------------- | --------------------- | ------------ | ------------ | ------------- | ------------- | ---- | ---- | --------- | --------- |
| Cracovia                | 2008–09             | Ekstraklasa           | 8                     | 0                     | 0            | 0            | —             | —             | —    | —    | 8         | 0         |
| Cracovia                | 2009–10             | Ekstraklasa           | 21                    | 1                     | 0            | 0            | —             | —             | —    | —    | 21        | 1         |
| Cracovia                | 2010–11             | Ekstraklasa           | 27                    | 4                     | 2            | 0            | —             | —             | —    | —    | 29        | 4         |
| Cracovia                | Tổng cộng           | Tổng cộng             | 56                    | 5                     | 2            | 0            | —             | —             | —    | —    | 58        | 5         |
| VfL Wolfsburg II        | 2011–12             | Regionalliga Nord     | 9                     | 1                     | —            | —            | —             | —             | —    | —    | 9         | 1         |
| VfL Wolfsburg II        | 2012–13             | Regionalliga Nord     | 3                     | 0                     | —            | —            | —             | —             | —    | —    | 3         | 0         |
| VfL Wolfsburg II        | Tổng cộng           | Tổng cộng             | 12                    | 1                     | —            | —            | —             | —             | —    | —    | 12        | 1         |
| PEC Zwolle (cho mượn)   | 2012–13             | Eredivisie            | 13                    | 2                     | 1            | 0            | —             | —             | —    | —    | 14        | 2         |
| PEC Zwolle              | 2013–14             | Eredivisie            | 30                    | 4                     | 4            | 0            | —             | —             | —    | —    | 34        | 4         |
| VfL Wolfsburg II        | 2014–15             | Regionalliga Nord     | 6                     | 3                     | —            | —            | —             | —             | —    | —    | 6         | 3         |
| 1. FC Kaiserslautern    | 2014–15             | 2. Bundesliga         | 5                     | 1                     | 0            | 0            | —             | —             | —    | —    | 5         | 1         |
| 1. FC Kaiserslautern    | 2015–16             | 2. Bundesliga         | 16                    | 3                     | 2            | 0            | —             | —             | —    | —    | 18        | 3         |
| 1. FC Kaiserslautern    | Tổng cộng           | Tổng cộng             | 21                    | 4                     | 2            | 0            | —             | —             | —    | —    | 23        | 4         |
| 1. FC Kaiserslautern II | 2014–15             | Regionalliga Südwest  | 2                     | 0                     | —            | —            | —             | —             | —    | —    | 2         | 0         |
| 1. FC Kaiserslautern II | 2015–16             | Regionalliga Südwest  | 2                     | 0                     | —            | —            | —             | —             | —    | —    | 2         | 0         |
| 1. FC Kaiserslautern II | Tổng cộng           | Tổng cộng             | 4                     | 0                     | —            | —            | —             | —             | —    | —    | 4         | 0         |
| FC Twente               | 2016–17             | Eredivisie            | 29                    | 6                     | 1            | 0            | —             | —             | —    | —    | 30        | 6         |
| Leeds United            | 2017–18             | Championship          | 5                     | 0                     | 1            | 0            | 4             | 0             | —    | —    | 10        | 0         |
| Leeds United            | 2018–19             | Championship          | 46                    | 10                    | 0            | 0            | 2             | 0             | 2    | 0    | 50        | 10        |
| Leeds United            | 2019–20             | Championship          | 45                    | 6                     | 1            | 0            | 1             | 1             | —    | —    | 47        | 7         |
| Leeds United            | 2020–21             | Premier League        | 35                    | 4                     | 0            | 0            | 0             | 0             | —    | —    | 35        | 4         |
| Leeds United            | 2021–22             | Premier League        | 33                    | 1                     | 1            | 0            | 3             | 0             | —    | —    | 37        | 1         |
| Leeds United            | 2022–23             | Premier League        | 8                     | 0                     | 0            | 0            | 1             | 2             | —    | —    | 8         | 2         |
| Leeds United            | Tổng cộng           | Tổng cộng             | 172                   | 21                    | 3            | 0            | 11            | 3             | 2    | 0    | 188       | 24        |
| FC Utrecht (cho mượn)   | 2017–18             | Eredivisie            | 14                    | 1                     | 0            | 0            | 0             | 0             | 2    | —    | 16        | 1         |
| Leeds United U21        | 2022–23             | Premier League 2      | 1                     | 0                     | —            | —            | —             | —             | —    | —    | 1         | 0         |
| Tổng cộng sự nghiệp     | Tổng cộng sự nghiệp | Tổng cộng sự nghiệp   | 358                   | 47                    | 13           | 0            | 11            | 3             | 4    | 0    | 386       | 50        |

1. ↑  Thi đấu tại play-off thăng hạng
2. ↑  Thi đấu tại play-off Europa League

### Quốc tế
Tính đến 13 tháng 10 năm 2022
| Đội tuyển quốc gia | Năm       | Trận | Bàn |
| ------------------ | --------- | ---- | --- |
| ĐTQG Ba Lan        | 2011      | 1    | 0   |
| ĐTQG Ba Lan        | 2013      | 5    | 1   |
| ĐTQG Ba Lan        | 2014      | 4    | 0   |
| ĐTQG Ba Lan        | 2018      | 5    | 1   |
| ĐTQG Ba Lan        | 2019      | 8    | 0   |
| ĐTQG Ba Lan        | 2020      | 7    | 0   |
| ĐTQG Ba Lan        | 2021      | 8    | 0   |
| ĐTQG Ba Lan        | 2022      | 3    | 0   |
| Tổng cộng          | Tổng cộng | 41   | 2   |

#### Bàn thắng quốc tế
| Số | Ngày       | Sân                              | Đối thủ          | Tỷ số sau bàn thắng | Chung cuộc | Giải đấu |
| -- | ---------- | -------------------------------- | ---------------- | ------------------- | ---------- | -------- |
| 1. | 14/08/2013 | PGE Arena Gdańsk, Gdańsk, Ba Lan | Đan Mạch         | 1–0                 | 3–2        | Giao hữu |
| 2. | 11/09/2018 | Stadion Miejski, Wrocław, Ba Lan | Cộng hòa Ireland | 1–1                 | 1–1        | Giao hữu |

## Giải thưởng
PEC Zwolle
- KNVB Cup: 2013–14[8]

Leeds United
- EFL Championship: 2019–20[67]

Cá nhân
- Bàn thắng của mùa giải của Leeds United: 2018–19[34]